# Nicola Coco
Nicola Coco (Umbriatico, 2 ottobre 1882 – Roma, 3 maggio 1948) è stato un magistrato e giurista italiano.
Dal punto di vista sistematico fu molto vicino alla visione del grundnorm, teoria elaborata in passato dal filosofo e giurista austriaco Hans Kelsen.

## Biografia
Figlio di Luigi, di professione farmacista, e di Teresina Morelli, napoletana e insegnante di pianoforte diplomatasi al conservatorio di San Pietro a Majella a Napoli, si laureò in Giurisprudenza ed iniziò la carriera giudiziaria nel 1906, a soli 24 anni, con la nomina a Pretore di Lagonegro.
Nel 1910 fu Pretore di Moliterno, per poi essere nominato Sostituto procuratore del Re a Cassino.
Nel 1917 venne trasferito alla Regia Procura di Roma, ove rimarrà fino al 1923, anno della sua nomina a sostituto Procuratore Generale presso la Corte d'appello di Roma. In quello stesso anno sarà, insieme a Gaetano Azzariti, tra i principali fondatori e promotori dell'Ufficio del Massimario.
Nel 1924 ottenne la cattedra di Filosofia del diritto penale all'Università degli Studi "La Sapienza" di Roma.
Consigliere della Corte di Cassazione dal 1930 al 1937, venne poi nominato Procuratore generale del Re presso la Corte d'appello di Cagliari, senza però esercitare mai quella funzione; fu invece presidente aggiunto del Tribunale Supremo delle Acque fino al 1938, quando ricevette la nomina a Presidente della prima sezione civile della Corte Suprema di Cassazione.
Fu noto soprattutto per aver partecipato ai lavori di stesura del nuovo codice civile italiano nonché del codice di procedura civile, entrambi entrati in vigore nel 1942. Si occupò prevalentemente della stesura di leggi in materia di contratti, obbligazioni, diritto del lavoro, ecc.
Nicola Coco si spense a Roma il 3 maggio 1948.

## Opere
- Gli eclettismi contemporanei e le lezioni di filosofia del diritto, Lagonegro, M. Tancredi & Figli, 1909;
- Una quistione di diritto transitorio in tema di farmacie, Milano, Società Editrice Libraria, 1914;
- Sull'ultimo capoverso dell'art. 375 del codice penale, Milano, Società Editrice Libraria, 1916;
- Luce di pensiero italico nelle tenebre della guerra, Cassino, Soc. Tip. Ed. Meridionale, 1917;
- Per la tradizione giuridica italiana, Milano, Società Editrice Libraria, 1918;
- Saggio filosofico sulla corporazione fascista, Roma, Edizioni del diritto del lavoro, 1927;
- Sulla costituzione di parte civile delle associazioni sindacali, Roma, Edizioni del diritto del lavoro, 1928;
- Corso di diritto internazionale (recensita da Santi Romano, seconda edizione riveduta ed ampliata), Padova, CEDAM, 1929;
- Intorno alla pregiudiziale penale nel giudizio del lavoro, Roma, U.S.I.L.A., 1932;
- Raffaele Garofalo, Napoli, SIEM, 1934;
- Il contratto collettivo di lavoro e le imprese cooperative, Roma, s.n., 1935;
- Una inchiesta sulla criminalità in Francia, Napoli, SIEM, 1936.